# Patricia Kaas

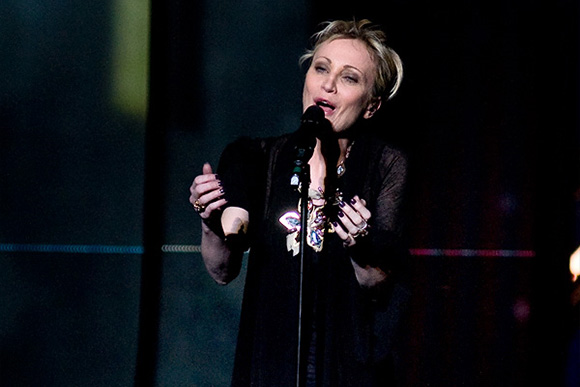
Patricia Kaas

Patricia Kaas (Forbach, 5 december 1966) is een Franse zangeres.
Ze werd geboren vlak bij de Duitse grens. Haar vader is Fransman, haar vroeg overleden moeder was Duitse. Ze begon op achtjarige leeftijd met zingen. Op elfjarige leeftijd trad ze voor het eerst in het openbaar op in Saarbrücken. Daar werd ze ontdekt door de Franse acteur Gérard Depardieu. In 1987 kwam haar eerste album uit: Mademoiselle Chante le blues.
In 2009 vertegenwoordigde ze Frankrijk op het Eurovisiesongfestival in Moskou en eindigde op de 8e plaats met 107 punten. Dit was voor Frankrijk het beste resultaat sinds 2002, toen Sandrine François 5e werd.
Ze maakt deel uit van Les Enfoirés, een jaarlijks terugkerend media-evenement waarin geld in wordt gezameld voor les Restos du Cœur, een voedselbank en organisatie die opkomt voor dak- en thuislozen.

## Discografie

### Albums
- 1988 : Mademoiselle chante...
- 1990 : Scène de vie
- 1991 : Carnets de scène 1
- 1993 : Je te dis vous
- 1995 : Tour de charme 1
- 1997 : Dans ma chair
- 1997 : Black Coffee
- 1998 : Rendez-vous 1
- 1999 : Le Mot de passe
- 1999 : Christmas in Vienna VI (met Plácido Domingo en Alejandro Fernández)
- 2000 : Long Box (albums Scène de vie, Je te dis vous, Dans ma chair en Le mot de passe
- 2000 : Ce sera nous 1
- 2001 : Les indispensables de Patricia Kaas 1
- 2001 : Rien ne s'arrête/Best Of 1987–2001 2
- 2002 : Piano Bar (album)
- 2003 : Sexe fort
- 2005 : Toute la musique... 1
- 2007 : Ma Liberté contre la tienne 2
- 2008 : Kabaret

2017: "Patricia Kaas"
1 Livealbums

2 Compilaties

### Live-dvd's
- 1998 : Rendez-vous
- 2000 : Ce sera nous
- 2004 : Carnets de scène
- 2004 : Tour de charme
- 2005 : Toute la musique…
- 2016 : Tour le Fromage

## Filmrollen
- And now...Ladies and Gentlemen (2002) (regisseur: Claude Lelouch)